# Petits spectacles
Petits spectacles est un recueil de courtes pièces de théâtre et de sketches écrits par Boris Vian entre 1948 et 1959. Certains ont été représentés du vivant de l'auteur, d'autres sont restés à l'état de manuscrits regroupés par Noël Arnaud et la Cohérie Boris Vian. 
Boris Vian a écrit des dizaines de sketches qu'Yves Robert et sa compagnie ont interprété à la Rose rouge notamment en 1952 la « superproduction »  Cinémassacre.

## Les spectacles  représentés
1952
Cinémassacre, pièce de théâtre composée de sketches écrits en 1952. C'est un phénoménal succès qui connaîtra 400 représentations à La Rose rouge pendant près de trois ans et sera repris le 1er mai 1954 aux Trois Baudets jusqu'en juillet 1954 . « Avec Cinémassacre Boris entre dans le petit cercle des auteurs parodiques, manieurs de vitriol, qui plaisent à Nikos Papatakis  propriétaire de La Rose rouge »
Paris varie (Fluctuat nec mergitur), spectacle pour la compagnie Georges Vitaly  créé sur une péniche amarrée au passerelle Solférino (aujourd'hui passerelle Léopold-Sédar-Senghor) en hommage à Sébastien-Mouche selon Noël Arnaud  ou bien  au Night club des Champs Élysées selon la section 7 de l'ouvrage de Le cabaret «rive gauche» de Gilles Schlesser , date et lieu confirmés sur le site de la Cohérie Boris Vian.
1955
Dernière heure de Boris Vian et l'acteur Roger Rafal sur une musique de  Jimmy Walter avec des effets sonores de  Pierre Henry, a été créé à La Rose rouge le 18 mars 1955. C'est un ensemble de sketches dont l'un porte le titre La Guerre en 1965 avec un général chinois qui tricote, un général anglais qui joue du triangle et un général allemand qui sert de dévidoir à laine à la vieille Wac, laquelle lorgne le travail du Chinois. Les trois généraux décident une guerre qui reste au niveau des mots, et des jeux de mots. Puis ils déclarent la guerre terminée et vont déjeuner. Mais l'un d'eux appuie maladroitement sur un bouton et tout explose. Un perroquet conclut : « Jeu de con »
Ça c'est un monde créée à l'Amiral-Théâtre en novembre 1955 sur une mise en scène de Guy Piérauld

## Spectacles restés à l'état de manuscrit
1948
Adam,Ève et le serpent, existe en trois versions. Jamais représenté quoique remanié en 1951 pour Michel de Ré, la version la plus ample est une pièce de théâtre de format normal, les autres sont réduites à l'état de saynètes
1951
Ça vient ça vient, une anticipation de Boris Dupont sur de thèmes déjà dans l'air écrit pour  La Rose rouge et paru en publication posthume. 

## Spectacles non datés
Giuliano, Les Voitures, cités par la Cohérie Boris Vian .

## Représentations récentes
Des compagnies de théâtre ont joué de nouveau, dans  les années 2000, Petits spectacles.  Notamment la Compagnie Zigzag a  présenté Petits spectacles de Boris Vian en  2009Petits spectacles de Boris Vian par la compagnie Zigzag